# Lista de representantes do Brasil para o Oscar de melhor filme internacional

A equipe do filme O Quatrilho no Hotel Beverly Hilton, em Los Angeles, horas antes da cerimônia do Oscar 1996. Foto: Germano Schüür.

A seguir, a lista de representantes do Brasil para o Oscar de Melhor Filme Internacional. 54 filmes já foram inscritos à Academia como representantes oficiais do Brasil. Desses, cinco já conseguiram estar entre os 5 finalistas nomeados à premiação. Em 2025, o filme Ainda Estou Aqui conquistou a primeira vitória brasileira na categoria e na história do Oscar.
O prêmio é entregue desde 1957 pela Academia de Artes e Ciências Cinematográficas (AMPAS) durante a cerimônia do Oscar. Todos os países (exceto os Estados Unidos, organizador do evento) são convidados a submeter um longa-metragem para tentar uma vaga entre os cinco indicados a Melhor Filme Internacional (anteriormente conhecido como Melhor Filme Estrangeiro).
Para entrar na disputa, os filmes precisam passar pelos critérios de elegibilidade, que sãoː não ter sido produzido majoritariamente nos Estados Unidos, ter sido exibido comercialmente em seu país de origem em um determinado período do ano anterior à cerimônia, não conter mais de 50% dos diálogos em inglês e ser escolhido como representante do país por uma organização, júri ou comitê composto por pessoas da indústria cinematográfica local. Os filmes elegíveis são enviados para a apreciação dos membros da Academia inscritos no processo de seleção da primeira fase, onde uma votação determina 15 produções pré-indicadas. Posteriormente, é aberta uma segunda fase, atrelada ao período de votação dos demais indicados para a premiação, onde é definido cinco finalistas. Por fim, uma terceira votação define o filme vencedor.

## Histórico
A primeira inscrição brasileira ao Oscar de Melhor Filme Internacional (chamado na época de Melhor Filme Estrangeiro) ocorreu em 1961 com A Morte Comanda o Cangaço, direção de Carlos Coimbra e Walter Guimarães Motta, que acabou não se classificando entre os cinco finalistas. Antes disso, no entanto, o filme franco-brasileiro Orfeu Negro, dirigido pelo francês Marcel Camus e com roteiro adaptado a partir da peça Orfeu da Conceição, do brasileiro Vinícius de Moraes, venceu o prêmio de 1960 como representante da França. Ainda que não tenha representado o Brasil, a vitória de Orfeu Negro foi de grande importância para a indústria cinematográfica brasileira, por se tratar de uma co-produção brasileira, rodada no Brasil, com atores brasileiros e totalmente falada em português. Cabe ainda ressaltar que, quarenta anos depois foi escolhido como representante brasileiro uma nova adaptação de Orfeu da Conceição, o filme Orfeu de Cacá Diegues, mas que não conseguiu repetir o feito da primeira versão.
Em 1963, O Pagador de Promessas, de Anselmo Duarte, foi nomeado ao Oscar de Melhor Filme Internacional, tornando-se o primeiro filme inscrito como representante do Brasil a conseguir tal indicação. Apesar de ter entrado na disputa como o grande favorito, devido ao fato de ter conquistado a Palma de Ouro no Festival de Cannes de 1962, o filme brasileiro acabou perdendo a estatueta para o drama francês Les dimanches de Ville d'Avray, de Serge Bourguignon.
Em 1981, o representante brasileiro Pixote, a Lei do Mais Fraco, do cineasta Hector Babenco, foi desclassificado pela Academia de Artes e Ciências Cinematográficas por ter entrado nos circuitos brasileiros fora dos períodos de elegibilidade definidos pela Academia. Contudo, a história de Babenco com a Academia não acabaria ali. Em 1986, o seu filme O Beijo da Mulher Aranha foi indicado ao Oscar de Melhor Filme e Babenco a Melhor Diretor. Mesmo sendo uma co-produção brasileira com os Estados Unidos, o filme não pode ser inscrito como representante do Brasil por ser maioritariamente falado em Inglês.  
Em 1996, após 33 anos, o Brasil voltou a ingressar no rol dos cinco indicados ao Oscar de Melhor Filme Internacional com o romance O Quatrilho, de Fábio Barreto. O filme brasileiro conseguiu desbancar outras 36 produções inscritas, mas no certame final foi superado pelo longa holandês Antonia, de Marleen Gorris. Em 1998, o drama O Que É Isso, Companheiro?, dirigido por Bruno Barreto, conseguiu o feito de ser um dos cinco finalistas dentre os 44 inscritos do mundo inteiro. O vencedor, no entanto, foi novamente um filme holandês; o drama Karakter, de Mike van Diem. No ano seguinte, foi a vez de Central do Brasil, de Walter Salles, ser um dos cinco finalistas de um total de 45 inscritos. Na ocasião, o filme também tinha sido indicado à categoria de Melhor Atriz com Fernanda Montenegro. Contudo, o vencedor foi a comédia dramática italiana A Vida É Bela, dirigida e estrelada por Roberto Benigni.
Em 2008, o Brasil foi pré-selecionado, com o drama O Ano em que Meus Pais Saíram de Férias, do diretor Cao Hamburger. Dentre os 63 filmes de todo o mundo que haviam sido inscritos para aquela edição, o longa brasileiro conseguiu avançar para a próxima fase da disputa, onde nove filmes foram pré-selecionados, mas não conseguiu ficar entre os cinco finalistas.
Em 2024 completou-se 25 anos sem novas nomeações do Brasil na categoria. Nem mesmo produções como Cidade de Deus, de Fernando Meirelles, indicado em quatro categorias no Oscar 2004, incluindo Melhor Diretor, conseguiram figurar na categoria de filme internacional.
Em 2025, o Brasil voltou a disputar a categoria com Ainda Estou Aqui, filme que também foi indicado a Melhor Filme e a Melhor Atriz (Fernanda Torres) e venceu o Oscar de Melhor Filme Internacional, o primeiro prêmio da Academia conquistado pelo Brasil.

## Representantes
Atualmente, o candidato do país é selecionado por uma comissão montada pela Academia Brasileira de Cinema (ABC). Já foi escolhido, entre outros, pela Empresa Brasileira de Filmes (Embrafilme) e pela Secretaria do Audiovisual, do Ministério da Cultura.
Obs.: O ano refere-se ao de realização da cerimônia. O representante brasileiro é geralmente definido no ano anterior.
| Ano (Cerimônia)    | Título                                                  | Direção                               | Língua (s)                  | Resultado       | Ref.                |
| ------------------ | ------------------------------------------------------- | ------------------------------------- | --------------------------- | --------------- | ------------------- |
| 1961 (33.ª edição) | A Morte Comanda o Cangaço                               | Carlos Coimbra Walter Guimarães Motta | Português                   | Não Indicado    | [ 4 ]               |
| 1963 (35.ª edição) | O Pagador de Promessas                                  | Anselmo Duarte                        | Português                   | Indicado        | [ 4 ] [ 7 ]         |
| 1965 (37.ª edição) | Deus e o Diabo na Terra do Sol                          | Glauber Rocha                         | Português                   | Não Indicado    | [ 4 ]               |
| 1966 (38.ª edição) | São Paulo, Sociedade Anônima                            | Luís Sérgio Person                    | Português                   | Não Indicado    | [ 4 ]               |
| 1968 (40.ª edição) | O Caso dos Irmãos Naves                                 | Luís Sérgio Person                    | Português                   | Não Indicado    | [ 4 ]               |
| 1969 (41.ª edição) | As Amorosas                                             | Walter Hugo Khouri                    | Português                   | Não Indicado    | [ 4 ]               |
| 1970 (42.ª edição) | O Dragão da Maldade contra o Santo Guerreiro            | Glauber Rocha                         | Português                   | Não Indicado    | [ 4 ]               |
| 1971 (43.ª edição) | Pecado Mortal                                           | Miguel Faria Jr.                      | Português                   | Não Indicado    | [ 4 ]               |
| 1972 (44.ª edição) | Pra Quem Fica, Tchau                                    | Reginaldo Faria                       | Português                   | Não Indicado    | [ 4 ]               |
| 1973 (45.ª edição) | Como Era Gostoso o Meu Francês                          | Nelson Pereira dos Santos             | Português, Francês, Tupi    | Não Indicado    | [ 4 ]               |
| 1974 (46.ª edição) | A Faca e o Rio                                          | George Sluizer                        | Português                   | Não Indicado    | [ 4 ]               |
| 1975 (47.ª edição) | A Noite do Espantalho                                   | Sérgio Ricardo                        | Português                   | Não Indicado    | [ 4 ]               |
| 1976 (48.ª edição) | O Amuleto de Ogum                                       | Nélson Pereira dos Santos             | Português                   | Não Indicado    | [ 4 ]               |
| 1977 (49.ª edição) | Xica da Silva                                           | Cacá Diegues                          | Português                   | Não Indicado    | [ 4 ]               |
| 1978 (50.ª edição) | Tenda dos Milagres                                      | Nélson Pereira dos Santos             | Português                   | Não Indicado    | [ 4 ]               |
| 1979 (51.ª edição) | A Lira do Delírio                                       | Walter Lima Jr.                       | Português                   | Não Indicado    | [ 4 ]               |
| 1980 (52.ª edição) | Bye Bye Brasil                                          | Cacá Diegues                          | Português                   | Não Indicado    | [ 4 ]               |
| 1981 (53.ª edição) | Pixote, a Lei do Mais Fraco                             | Hector Babenco                        | Português                   | Desclassificado | [ 8 ]               |
| 1984 (56.ª edição) | Memórias do Cárcere                                     | Nelson Pereira dos Santos             | Português                   | Não Indicado    | [ 4 ]               |
| 1986 (58.ª edição) | A Hora da Estrela                                       | Suzana Amaral                         | Português                   | Não Indicado    | [ 4 ] [ 21 ]        |
| 1987 (59.ª edição) | Um Trem para as Estrelas                                | Cacá Diegues                          | Português                   | Não Indicado    | [ 4 ] [ 21 ]        |
| 1988 (60.ª edição) | Romance da Empregada                                    | Bruno Barreto                         | Português                   | Não Indicado    | [ 4 ] [ 21 ]        |
| 1989 (61.ª edição) | Dias Melhores Virão                                     | Cacá Diegues                          | Português                   | Não Indicado    | [ 4 ] [ 21 ]        |
| 1991 (63.ª edição) | A Grande Arte                                           | Walter Salles                         | Português, Inglês, Espanhol | Não Indicado    | [ 21 ]              |
| 1996 (68.ª edição) | O Quatrilho                                             | Fábio Barreto                         | Português, Vêneto, Talian   | Indicado        | [ 4 ] [ 10 ] [ 21 ] |
| 1997 (69.ª edição) | Tieta do Agreste                                        | Cacá Diegues                          | Português                   | Não Indicado    | [ 4 ] [ 21 ]        |
| 1998 (70.ª edição) | O Que É Isso, Companheiro?                              | Bruno Barreto                         | Português, Inglês           | Indicado        | [ 4 ] [ 12 ] [ 21 ] |
| 1999 (71.ª edição) | Central do Brasil                                       | Walter Salles                         | Português                   | Indicado        | [ 4 ] [ 14 ] [ 21 ] |
| 2000 (72.ª edição) | Orfeu                                                   | Cacá Diegues                          | Português                   | Não Indicado    | [ 4 ] [ 21 ]        |
| 2001 (73.ª edição) | Eu, Tu, Eles                                            | Andrucha Waddington                   | Português                   | Não Indicado    | [ 4 ] [ 21 ]        |
| 2002 (74.ª edição) | Abril Despedaçado                                       | Walter Salles                         | Português                   | Não Indicado    | [ 4 ] [ 21 ]        |
| 2003 (75.ª edição) | Cidade de Deus                                          | Fernando Meirelles                    | Português                   | Não Indicado    | [ 4 ] [ 21 ]        |
| 2004 (76.ª edição) | Carandiru                                               | Hector Babenco                        | Português                   | Não Indicado    | [ 4 ] [ 21 ]        |
| 2005 (77.ª edição) | Olga                                                    | Jayme Monjardim                       | Português, Alemão           | Não Indicado    | [ 4 ]               |
| 2006 (78.ª edição) | 2 Filhos de Francisco                                   | Breno Silveira                        | Português                   | Não Indicado    | [ 4 ] [ 21 ]        |
| 2007 (79.ª edição) | Cinema, Aspirinas e Urubus                              | Marcelo Gomes                         | Português                   | Não Indicado    | [ 4 ] [ 21 ]        |
| 2008 (80.ª edição) | O Ano em Que Meus Pais Saíram de Férias                 | Cao Hamburger                         | Português, Iídiche          | Pré-Indicado    | [ 4 ] [ 15 ] [ 21 ] |
| 2009 (81.ª edição) | Última Parada 174                                       | Bruno Barreto                         | Português                   | Não Indicado    | [ 4 ] [ 21 ]        |
| 2010 (82.ª edição) | Salve Geral                                             | Sérgio Rezende                        | Português                   | Não Indicado    | [ 4 ] [ 21 ]        |
| 2011 (83.ª edição) | Lula, o Filho do Brasil                                 | Fábio Barreto                         | Português                   | Não Indicado    | [ 4 ] [ 21 ]        |
| 2012 (84.ª edição) | Tropa de Elite 2: o Inimigo agora É Outro               | José Padilha                          | Português                   | Não Indicado    | [ 4 ] [ 21 ]        |
| 2013 (85.ª edição) | O Palhaço                                               | Selton Mello                          | Português                   | Não Indicado    | [ 4 ] [ 21 ]        |
| 2014 (86.ª edição) | O Som Ao Redor                                          | Kleber Mendonça Filho                 | Português                   | Não Indicado    | [ 4 ] [ 21 ]        |
| 2015 (87.ª edição) | Hoje Eu Quero Voltar Sozinho                            | Daniel Ribeiro                        | Português                   | Não Indicado    | [ 4 ] [ 21 ]        |
| 2016 (88.ª edição) | Que Horas Ela Volta?                                    | Anna Muylaert                         | Português                   | Não Indicado    | [ 4 ] [ 21 ]        |
| 2017 (89.ª edição) | Pequeno Segredo                                         | David Schürmann                       | Português, Inglês           | Não Indicado    | [ 4 ]               |
| 2018 (90.ª edição) | Bingo: O Rei das Manhãs                                 | Daniel Rezende                        | Português, Inglês           | Não Indicado    | [ 23 ]              |
| 2019 (91.ª edição) | O Grande Circo Místico                                  | Cacá Diegues                          | Português                   | Não Indicado    | [ 24 ]              |
| 2020 (92.ª edição) | A Vida Invisível                                        | Karim Aïnouz                          | Português                   | Não Indicado    | [ 25 ]              |
| 2021 (93.ª edição) | Babenco - Alguém Tem que Ouvir o Coração e Dizer: Parou | Bárbara Paz                           | Português                   | Não Indicado    | [ 26 ]              |
| 2022 (94.ª edição) | Deserto Particular                                      | Aly Muritiba                          | Português                   | Não Indicado    | [ 27 ]              |
| 2023 (95.ª edição) | Marte Um                                                | Gabriel Martins                       | Português                   | Não Indicado    | [ 28 ]              |
| 2024 (96.ª edição) | Retratos Fantasmas                                      | Kleber Mendonça Filho                 | Português                   | Não Indicado    | [ 29 ]              |
| 2025 (97.ª edição) | Ainda Estou Aqui                                        | Walter Salles                         | Português                   | Venceu          | [ 4 ]               |

## Pré-seleção
Desde 2023, a Academia Brasileira de Cinema divulga os filmes brasileiros pré-selecionados para concorrer à indicação ao Oscar de Melhor Filme Internacional. Na tabela a seguir, os filmes em destaque foram os selecionados como representante nacional no Oscar.
| Ano  | Título                         | Direção               |
| ---- | ------------------------------ | --------------------- |
| 2023 | Marte Um                       | Gabriel Martins       |
| 2023 | A Mãe                          | Cristiano Burlan      |
| 2023 | A Viagem de Pedro              | Laís Bodanzky         |
| 2023 | Carvão                         | Carolina Markowicz    |
| 2023 | Pacificado                     | Paxton Winters        |
| 2023 | Paloma                         | Marcelo Gomes         |
| 2024 | Retratos Fantasmas             | Kleber Mendonça Filho |
| 2024 | Estranho Caminho               | Guto Parente          |
| 2024 | Noites Alienígenas             | Sérgio de Carvalho    |
| 2024 | Nosso Sonho                    | Eduardo Albergaria    |
| 2024 | Pedágio                        | Carolina Markowicz    |
| 2024 | Urubus                         | Claudio Borrelli      |
| 2025 | Ainda Estou Aqui               | Walter Salles         |
| 2025 | Cidade; Campo                  | Juliana Rojas         |
| 2025 | Levante                        | Lillah Halla          |
| 2025 | Motel Destino                  | Karim Aïnouz          |
| 2025 | Saudade Fez Morada Aqui Dentro | Haroldo Borges        |
| 2025 | Sem Coração                    | Nara Normande e Tião  |

## Estatísticas e curiosidades

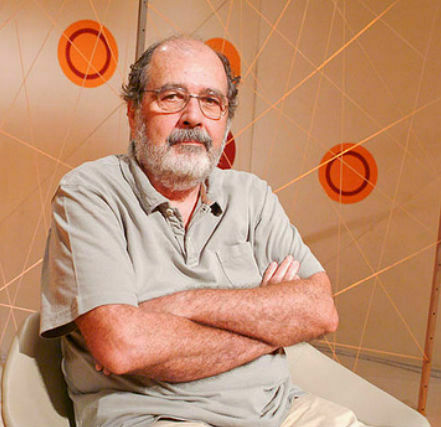
Cacá Diegues, diretor de sete representantes brasileiros ao Oscar de Melhor Filme Internacional.

Os filmes representantes do Brasil são geralmente dos gêneros drama, dramédia,  drama romântico e policial. Para a edição de 2021, pela primeira vez um documentário foi o escolhido.
Cacá Diegues é responsável por sete obras selecionadas como representantes do Brasil no Oscar, mais que qualquer outro cineasta. Entretanto, nenhum de seus trabalhos conseguiu uma indicação. Em seguida, Nelson Pereira dos Santos e Walter Salles tiveram quatro de seus filmes representando o país; onde apenas Salles conseguiu ser finalista, em 1999, com Central do Brasil e, em 2025, com Ainda Estou Aqui. Enquanto Bruno Barreto foi selecionado três vezes e indicado uma única vez com O Que É Isso, Companheiro?, em 1998.
Pixote, a Lei do Mais Fraco (1980) e Carandiru (2003), ambos do argentino naturalizado brasileiro Héctor Babenco; e A Faca e o Rio (1972), do franco-holandês George Sluizer; são os únicos filmes representantes brasileiros realizados por cineastas nascidos no exterior.
A Hora da Estrela (1985), de Suzana Amaral; Que Horas Ela Volta? (2015), de Anna Muylaert; e Babenco - Alguém Tem que Ouvir o Coração e Dizer: Parou (2019), de Bárbara Paz; são os três únicos filmes dirigidos por mulheres a representar o Brasil no Oscar.
| Cineasta                                                                             | Número de Filmes Selecionados |
| ------------------------------------------------------------------------------------ | ----------------------------- |
| Cacá Diegues                                                                         | 7                             |
| Nelson Pereira dos Santos e Walter Salles                                            | 4                             |
| Bruno Barreto                                                                        | 3                             |
| Hector Babenco, Luís S. Person, Glauber Rocha, Kleber Mendonça Filho e Fábio Barreto | 2                             |

## Controvérsias

### Mudanças no título deO Pagador de Promessas
Durante as nomeações para o Oscar 1963, O Pagador de Promessas foi anunciado como The Given Word (A Palavra de Compromisso). Anselmo Duarte, diretor do filme, não gostou de ver sua obra com outro título e recusou-se a comparecer à cerimônia da Academia. Em 2004, ao relembrar o ocorrido, Duarte fez duras críticas ao Oscar, chamando-o de "nojento", e sobre seu boicote à premiação disse: "Tive o convite para assistir à cerimônia, passagens de avião, hotel pago e tudo mais e recusei tudo. Não concordei com o fato de ver "O Pagador" concorrer com outro título, The Given Word, que nada tem a ver com o nome original dado pelo Dias Gomes, autor da peça que inspirou o filme". [...] "Em Cannes, onde O Pagador foi premiado, não houve mudanças".

### Sessões abandonadas nas exibições deCidade de Deus
Segundo o jornal Folha de S.Paulo, durante as exibições de Cidade de Deus para a Comissão do Oscar de Melhor Filme Internacional de 2003, boa parte dos membros da Academia se recusaram a assistir o longa e deixaram a sala antes do término da projeção. O motivo teria sido o alto nível de violência presente no filme.

### Recorrência de escolhas "inesperadas"
Embora na maioria das vezes o representante brasileiro seja escolhido sem grandes surpresas, em algumas ocasiões, a comissão responsável pela escolha surpreendeu em sua decisão.
Em 2008, acreditava-se que, Tropa de Elite, vencedor do Urso de Ouro no Festival de Berlim, fosse escolhido como representante do país, contudo, a comissão selecionou o longa O Ano Em Que Meus Pais Saíram de Férias. Um dos integrantes do júri, o crítico Rubens Ewald Filho, justificou a escolha: "Não estamos escolhendo o melhor filme do ano e sim aquele que vai representar o Brasil em uma seleção para um prêmio americano". [...] "Esses velhinhos [referindo-se aos votantes do Oscar] certamente não gostariam de ver Tropa de Elite". Apesar da polêmica, o filme escolhido foi um dos nove pré-selecionados pela Academia ao prêmio, embora não tenha ficado entre os cinco finalistas.
Em 2011, uma enquete realizada pelo MinC através de seu site oficial, indicou Nosso Lar como o favorito do público com mais de 70% dos votos. No entanto, o júri optou pelo filme Lula, o Filho do Brasil, escolha contestada por detratores do então ex-presidente Lula como suposta propaganda/interferência política.
Em 2016, a expectativa era alta para que Aquarius, filme de Kleber Mendonça Filho indicado a Palma de Ouro no Festival de Cannes de 2016, fosse o representante brasileiro, mas Pequeno Segredo acabou sendo o escolhido. A escolha chegou a ser apontada como uma retaliação do governo Michel Temer ao protesto feito pela equipe e elenco, no tapete vermelho da estreia do filme em Cannes, contra o processo de impeachment de Dilma Rousseff, que naquela altura ainda estava em andamento. No início de agosto de 2016, o anúncio dos nove jurados que comporiam a comitiva de seleção daquele ano gerou nova polêmica, com críticas à escolha do jornalista Marcos Petrucelli para integrar a comissão. Isto se deve ao fato de Petrucelli, meses antes, haver atacado o ato da equipe de Aquarius em Cannes, além de acusá-la de ter usado verbas públicas para a viagem ao festival. Iniciou-se um debate na mídia sobre uma possível "censura" ao filme por parte do governo, naquela altura, interino. Por consequência, em solidariedade a Aquarius, três cineastas anunciaram que retirariam a candidatura de seus respectivos filmes da disputa: Boi Neon, de Gabriel Mascaro; Mãe Só Há Uma, de Anna Muylaert; e Para Minha Amada Morta, de Aly Muritiba. Petrucelli negou partidarismo, afirmando que escolheria o filme "com maior chance de representar o país numa possível disputa ao Oscar". Por sua vez, o Ministério da Cultura afirmou que "a escolha [dos jurados] se deu após ouvidas entidades representativas do setor".
Para a edição de 2020, tanto a comissão analisadora como os críticos de cinema ficaram divididos sobre qual filme deveria representar o Brasil, uma vez que o país tinha dois fortes candidatos: Bacurau e A Vida Invisível, ambos premiados no Festival de Cannes. A reunião entre os nove integrantes da comissão analisadora levou cerca de duas horas, onde A Vida Invisível recebeu cinco votos, enquanto Bacurau ficou em segundo lugar, com quatro; os outros 10 filmes analisados não receberam nenhum voto. Decisão que gerou amplo debate nas redes sociais. Anna Muylaert, diretora da comissão, afirmou: "Houve uma discussão de alto nível. Não houve unanimidade, embora todos tenham gostado do filme escolhido".